# Lista de treinadores do Washington Wizards

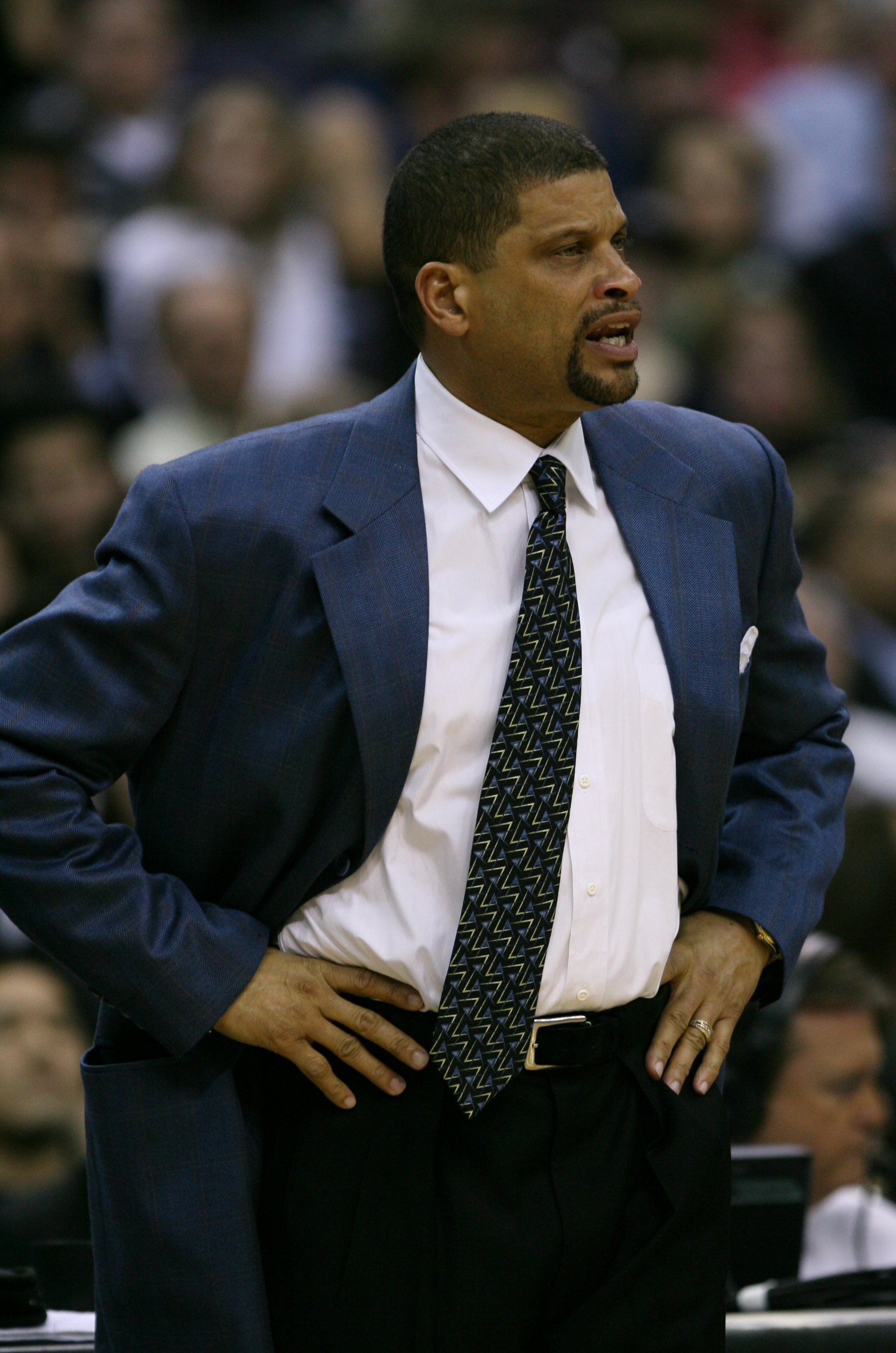
Eddie Jordan foi o treinador do Washington Wizards entre 2003 e 2008.

Esta é uma lista de treinadores do Washington Wizards, time profissional de basquetebol localizado em Washington, D.C, pertencente à Divisão Sudeste da Conferência Leste da National Basketball Association. O clube tem como ginásio oficial o Verizon Center. A franquia teve início em 1961, sediada em Chicago, Illinois, como Chicago Packers; tendo o nome sido alterado para Chicago Zephyrs na temporada seguinte. Foi movido para Landover, Maryland em 1973 e chamou-se Capitol Bullets. Posteriormente, renomeou-se para Washington Bullets, que em 1978, conquistou o seu único título da NBA. Em 1997, a equipe tornou-se Washington Wizards, o qual é o nome atual. Desde sua formação, o Wizards venceu seis campeonatos de divisão, quatro de conferência, um da liga e apareceu vinte e três vezes nos playoffs.
O time já possuiu 22 treinadores diferentes em sua franquia. O primeiro foi Jim Pollard, o qual comandou a equipe por apenas uma temporada. Dick Motta é o único técnico do clube a conquistar um título, tendo vencido as finais de 1978. Gene Shue é o único a conquistar o prêmio Técnico do Ano da NBA, feito no qual conseguiu em duas oportunidades em 1969 e 1982. Nenhum dos treinadores do Wizards foi introduzido no Basketball Hall of Fame na categoria de treinador, mas Jim Pollard, Buddy Jeannette, K. C. Jones e Wes Unseld foram na de jogador. Shue é quem mais treinou (1027) e mais venceu (522); Jones é quem tem melhor aproveitamento na temporada regular (63%). Dick Motta é o treinador que mais jogou treinou (51) e venceu (27) nos playoffs, bem como é quem tem a melhor porcentagem no mesmo quesito (52.9%). Cinco dos treinadores do Wizards iniciaram sua carreira no clube: Mike Farmer, Bob Staak, Jim Brovelli, Leonard Hamilton e Ed Tapscott. Flip Saunders é o atual técnico.

## Técnicos

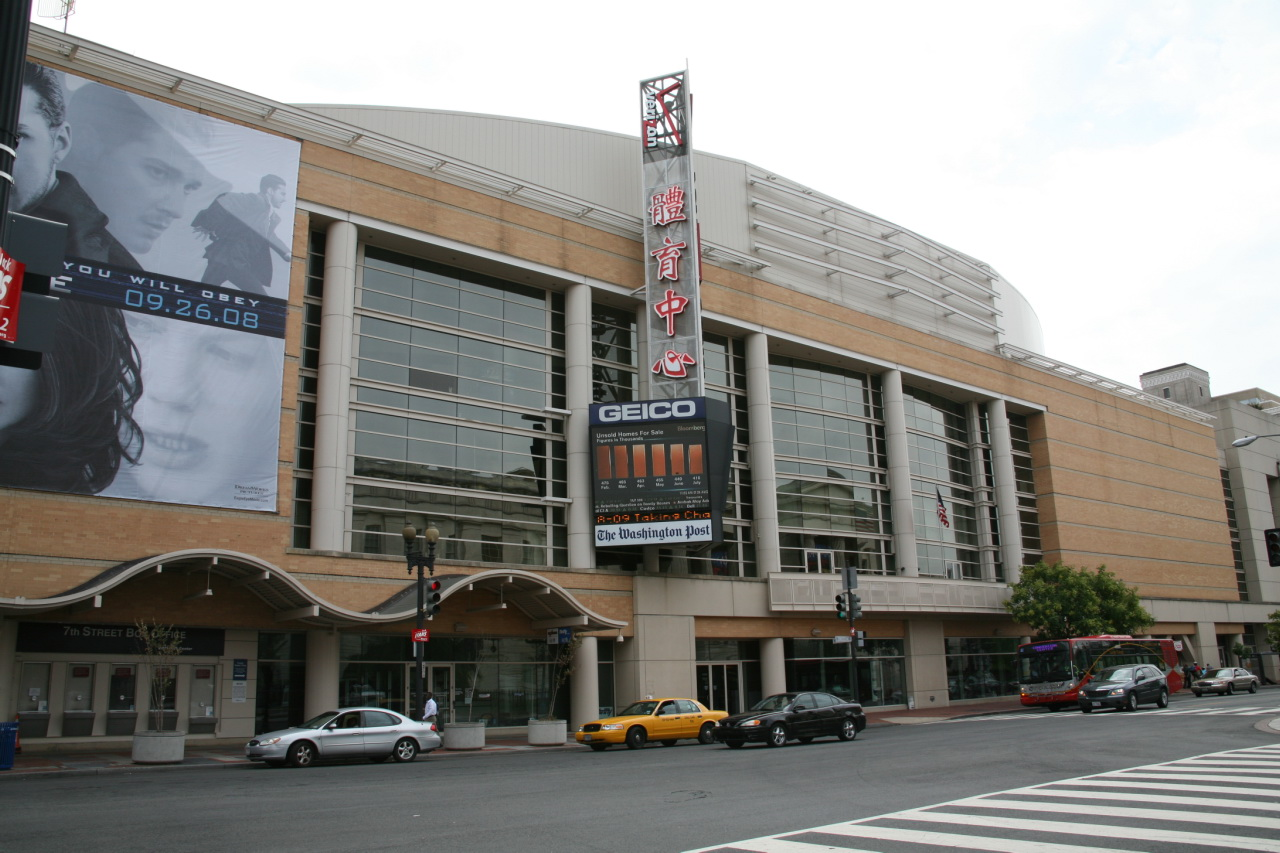
O Verizon Center, onde o Wizards disputa os seus jogos como mandante.

| # | Número de técnicos                                                   |
| J | Jogos                                                                |
| V | Vitórias                                                             |
| D | Derrotas                                                             |
| % | Porcentagem de vitória                                               |
| † | Consta no Basketball Hall of Fame como técnico                       |
| * | Iniciou sua carreira de treinador no Packers/Zephyrs/Bullets/Wizards |

| #  | Nome               | Tempo         | J   | V   | D   | %    | J  | V  | D  | %    | Conquistas                      | Ref    |
| -- | ------------------ | ------------- | --- | --- | --- | ---- | -- | -- | -- | ---- | ------------------------------- | ------ |
| 1  | Jim Pollard        | 1961-1962     | 80  | 18  | 62  | 35.9 | —  | —  | —  | —    |                                 | [ 4 ]  |
| 2  | Jack McMahon       | 1962          | 38  | 12  | 26  | 31.6 | —  | —  | —  | —    |                                 | [ 15 ] |
| 3  | Slick Leonard      | 1962-1964     | 122 | 44  | 78  | 36.1 | —  | —  | —  | —    |                                 | [ 16 ] |
| 4  | Buddy Jeannette    | 1964-1965     | 80  | 37  | 43  | 46.3 | 10 | 5  | 5  | 50.0 |                                 | [ 17 ] |
| 5  | Paul Seymour       | 1965-1966     | 80  | 38  | 42  | 47.5 | 3  | 0  | 3  | 0.0  |                                 | [ 18 ] |
| 6  | Mike Farmer*       | 1966          | 9   | 1   | 8   | 11.1 | —  | —  | —  | —    |                                 | [ 9 ]  |
| —  | Buddy Jeannette    | 1966          | 16  | 3   | 13  | 18.8 | —  | —  | —  | —    |                                 | [ 17 ] |
| 7  | Gene Shue          | 1966-1973     | 548 | 291 | 257 | 53.1 | 40 | 14 | 26 | 35.0 | Técnico do Ano da NBA (1968-69) | [ 19 ] |
| 8  | K. C. Jones        | 1973-1976     | 246 | 155 | 91  | 63.0 | 31 | 14 | 17 | 45.2 |                                 | [ 7 ]  |
| 9  | Dick Motta         | 1976-1980     | 328 | 185 | 143 | 56.4 | 51 | 27 | 24 | 52.9 | 1 Título (1978)                 | [ 8 ]  |
| —  | Gene Shue          | 1980-1986     | 479 | 231 | 248 | 48.2 | 15 | 5  | 10 | 33.3 | 1981–82 NBA Coach of the Year   | [ 19 ] |
| 10 | Kevin Loughery     | 1986-1988     | 122 | 57  | 65  | 46.7 | 8  | 2  | 6  | 25.0 |                                 | [ 21 ] |
| 11 | Wes Unseld         | 1987-1994     | 547 | 202 | 345 | 36.9 | 5  | 2  | 3  | 40.0 |                                 | [ 22 ] |
| 12 | Jim Lynam          | 1994-1997     | 210 | 82  | 128 | 39.0 | —  | —  | —  | —    |                                 | [ 23 ] |
| 13 | Bob Staak*         | 1997          | 1   | 0   | 1   | 0.0  | —  | —  | —  | —    |                                 | [ 10 ] |
| 14 | Bernie Bickerstaff | 1997          | 149 | 77  | 72  | 51.6 | 3  | 0  | 3  | 0.0  |                                 | [ 24 ] |
| 15 | Jim Brovelli*      | 1999          | 18  | 5   | 13  | 27.8 | —  | —  | —  | —    |                                 | [ 11 ] |
| 16 | Gar Heard          | 1999-2000     | 44  | 14  | 30  | 31.8 | —  | —  | —  | —    |                                 | [ 25 ] |
| 17 | Darrell Walker     | 2000          | 38  | 15  | 23  | 39.5 | —  | —  | —  | —    |                                 | [ 26 ] |
| 18 | Leonard Hamilton*  | 2000-2001     | 82  | 19  | 63  | 23.2 | —  | —  | —  | —    |                                 | [ 12 ] |
| 19 | Doug Collins       | 2001-2003     | 164 | 74  | 90  | 45.1 | —  | —  | —  | —    |                                 | [ 27 ] |
| 20 | Eddie Jordan       | 2003-2008     | 421 | 197 | 224 | 46.8 | 26 | 8  | 18 | 30.8 |                                 | [ 28 ] |
| 21 | Ed Tapscott*       | 2008-2009     | 71  | 18  | 53  | 25.4 | —  | —  | —  | —    |                                 | [ 13 ] |
| 22 | Flip Saunders      | 2009-presente | —   | —   | —   | —    | —  | —  | —  | —    |                                 | [ 14 ] |